# Philippe Dessaint
Pour les articles homonymes, voir Dessaint.
Philippe Dessaint,  né en 1953 à Amiens, est un journaliste français de télévision.

## Biographie
Philippe Dessaint commence dans l’enseignement à Amiens comme professeur de français. Il se tourne ensuite vers le journalisme en rejoignant la station régionale de FR3 Picardie.
Il a dirigé les stations de FR3 à Paris, Reims et Amiens.
Il est connu pour avoir présenté le Soir 3 de 1989 à 1990. Il a été auparavant connu aussi présentateur du 19/20 Week-end, avec Catherine Matausch de 1987 a 1989 avant de retour sur France 3 de 2000 à 2001 pour une émission de débat.
Il fut le directeur de l'information de TV5MONDE de 1989 à 2007, il en est désormais le directeur des opérations spéciales et internationales.
Il a reçu en 2007 le grand prix de l'initiative européenne, et en 2011 le grand prix de la presse internationale.

## Le club de la presseKiosque
Il a présenté chaque semaine depuis 1995 sur cette chaîne Kiosque (nommé initialement Vu d'ailleurs), un magazine d'information rassemblant des représentants de la presse internationale à Paris, parmi lesquels des correspondants de journaux italien (Albert Toscano), chinois (Zheng Ruolin), russe, américain, israélien (Joav Toker), brésilien, turc (Mine G. Kirikkanat), canadien (Christian Rioux, Alexandra Szacka), libanais (Zeina El Tibi), polonais (Anna Napiórkowska), etc.
En 2013 il a quitté l'emission.